# Spitzstein
Le Spitzstein est une montagne qui s’élève à 1 596 ou 1 598 m d’altitude dans les Alpes du Chiemgau, à la frontière entre l'Allemagne et l'Autriche.